# Eupithecia macreus
Eupithecia macreus là một loài bướm đêm trong họ Geometridae.